# Рескупорід II
Рескупорід II або Тиберій Юлій Рескупорід Філоцезар Філоромеос Евсеб (*Ἰούλιος Ῥησκούπορις Α' Φιλόκαισαρ Φιλορώμαίος Eυσεbής, д/н —93) — цар Боспору з 68 до 93 року.

## Життєпис
Походив з династії Аспургідів. Син царя Котіса I та Євніки, онуки цариці Динамії. Про молоді роки немає відомостей. У 63 році за наказом римського імператора Нерона було повалено Котіса I, а Боспорське царство підпорядковано імператорському легату-пропретору провінції Нижня Мезія. Невідомо де перебував з цього часу Рескупорід. Напевне був вимушений виїхати разом з матір'ю до Риму. Тут він знаходився до загибелі Нерона та сходження на трон Гальби. Останній повернув йому владу над Боспором.
Через боротьбу за владу у Римі Рескупорід II був затверджений на троні лише імператором Веспасианом за підтримку Боспору. Римський імператор позбавив грецькі міста у Криму автономії, відвів римські війська з Тіри, Ольвії та Херсонеса, віддав Скіфотаврське царство і ці міста під протекторат Рескупоріда II.
В подальшому боспорський час був вірним союзником імператорів з династії Флавіїв. Особливо допомагав Доміціану у боротьбі проти даків, язигів та роксолан. Виступав захисником грецьких міст Північного Причорномор'я. У 92 році зробив співволодарем сина Савромата, який після смерті у 93 році Рескупоріда II у 93 році успадкував владу.